# Cirkus Humberto (seriál)
Cirkus Humberto je dvanáctidílný koprodukční česko-německý televizní seriál z roku 1988 režiséra Františka Filipa. Děj, který se odehrává v cirkusovém prostředí v 19. a na začátku 20. století, napsal Otto Zelenka na motivy stejnojmenného románu Eduarda Basse.

## Děj
Mladý Vendelín Malina (Martin Stropnický) odchází od své milé Aničky ze Šumavy do světa, aby vydělal peníze a mohl pak požádat o její ruku. Na cestě se potkává s kočujícím cirkusem Humberto a nejprve nabídne jen opravit poškozené kolo u vozu. Avšak v zájmu získání stálého výdělku zůstane, a direktor Carlo Humberto (Martin Růžek) jej přijme jako zaměstnance cirkusu. Když se po dvou letech vrátí domů, je ale již Anička provdána. Vrací se tedy k cirkusu a zůstává s ním už natrvalo.
Cirkus se střetává s Bernardem Berwitzem (Radoslav Brzobohatý), který je najat jako všestranný cirkusový umělec. Vezme si za ženu dceru Carla Humberta, Antoinettu (Dagmar Veškrnová), kterou však miloval klaun Hans, který i přesto u cirkusu stále zůstává. Mají syna Petra, který má nadání a od mládí vystupuje jako krasojezdec. Když je mu 15 let, zraní se jejich stálá krasojezdkyně a Malina prosadí nápad, aby Petr v převleku vystupoval namísto ní. V domnění, že jde skutečně o ženu, zamiluje se do Petra mladý uherský jezdecký důstojník Palačič (Viktor Preiss). Když Petr - stále ještě v převleku - odmítne jeho nabídku k sňatku, Palačič se jej pokusí zastřelit, avšak zasáhne přitom Petrova koně. Carlo přijede incident vyřešit s Palačičovým otcem, odmítne peněžité odškodnění, ale získá plemenný pár koní pro cirkus.
Carlo Humberto a jeho žena odchází na odpočinek a direktorem cirkusu se stává Bernard. Carlo zanedlouho na to umírá. Nyní již dospělý Petr Berwitz (Werner Possardt) marně přemlouvá otce, aby koupil nabízenou cirkusovou budovu v Hamburku. Petr se v Bruselu seznamuje s Anežkou Steenhowerovou (Katja Rupé) a později se vezmou. Bernard utrpí zranění při drezůře tygrů a umírá na otravu krve. Antoinetta pak předává cirkus Petrovi a Anežce a odchází za svou matkou do Savojska. Na základě Malinovy předtuchy vyráží Petr do Hamburku a kupuje cirkusovou budovu, kterou Bernard koupit nechtěl. Ještě při podpisu smlouvy dorazí direktor konkurenčního berlínského cirkusu Kranz též s úmyslem ji koupit, ale budova byla právě prodána. 
Na jednom z představení je divákem Selnický (Josef Somr), kapelník jiného právě zkrachovalého cirkusu. Petr nakonec oceňuje jeho kritiku stávající hudby a najímá jej jako kapelníka. Selnický oslovuje Antonína Karase (Petr Haničinec), zedníka a amatérského trumpetistu, který v Hamburku pracuje na sezónních stavbách, avšak ten k cirkusu nemá důvěru a nabídku hrát v jeho kapele odmítá. V té době se narodí jeho syn Vašek (Pavel Mang). Když je Vaškovi 7 let, umírá jeho maminka a Antonín bere Vaška s sebou do Hamburku. Tam se jako zedník už neuchytí, a nakonec tedy přece nastoupí do cirkusové kapely. Vašek je cirkusovým prostředím nadšen a oba nakonec zůstávají u cirkusu natrvalo.
K cirkusu se na jednu sezónu připojuje rodina Romeových, vystupující jako artistická skupina otce a synů. Otec - Ahmed Romeo - začne cvičit i Vaška. Antonín považuje výcvik za příliš tvrdý, ale Vašek projeví vytrvalost. Zároveň má pracovitost a nadání pro jiné pomocné práce v cirkusu. Vašek a jeden z Romeových synů - Paolo - sledují Berwitze, jak cvičí krasojízdu svou dceru Helenku. Paolo chce poradit, Berwitz jej vyžene, ale od Vaška radu přijme. Vzniká dětská láska mezi Paolem a Helenkou a naopak řevnivost mezi Paolem a Vaškem. Z Vaška a Helenky vznikne dětská dvojice pro krasojízdu. Na konci sezóny Romeovi od cirkusu odjíždí.
Po jednom z představení se najde v hledišti zlatá tabatěrka. Vašek a Malina ji jdou vrátit baronu Schönsteinovi (Josef Abrhám). Schönstein je odhodlán k sebevraždě, avšak v rozhovoru s Vaškem zažívá proměnu. Berwitz jej najímá jako "manažera", nejprve s cílem plánovat cirkusová turné. Schönstein má diplomatické nadání, které využije i ke sjednání dohody mezi Kranzem a Berwitzem, kteří by se jinak pro řevnivost nedohodli.
Vašek, nyní už dospělý, stále vystupuje, v krasojízdě společně s Helenou, a plánuje se oženit s dcerou jejich původní hamburské bytné, Růženkou Langermannovou (Libuše Šafránková). Od cirkusu odchází jeho dlouholetý krotitel šelem Gambier, aby unikl vdavekchtivé vdově Hammerschmiedové (Jiřina Bohdalová). Vašek, navzdory Růženčině strachu, přejímá po něm i místo krotitele. 
Helenu po letech navštěvuje Paolo, nyní tanečník v baletu. Helena zpočátku jeho lásku opětuje, ale nakonec jej odmítá.
Prosperita cirkusu klesá. Berwitz stárne, odmítá rady. Přes nátlak nechce předat vedení cirkusu Vaškovi, ledaže si vezme Helenu za ženu. Anežka napíše Wolschlägerovi - velmi respektovanému cvičiteli koní - aby přijel a pokusil se Berwitze přemluvit. Wolschläger neuspěje a sděluje Vaškovi jen dvě možnosti: vzít si Helenu a zachránit cirkus, anebo zůstat věrný Růžence a cirkus tím odsoudit. Vašek a Helena se přes oboustrannou neochotu nakonec berou a Vašek se stane direktorem.
Vašek odvrátí bezprostřední úpadek a cirkus vydrží dalších 10 let. Berwitz však nepředal Vaškovi správu financí a cirkus nakonec již nedokáže splácet dluhy. Vašek a Helena mají syna Petra, který nemá žádné cirkusové nadání, avšak má nadání na matematiku. Po návratu z posledního (finančně neúspěšného) turné přichází zákaz nadále užívat hamburskou cirkusovou budovu pro veřejnost. Berwitz je odhodlán ji prodat jako parcelu v centru Hamburku, avšak plán města je přeměnit pozemek v náměstí a vykoupit jej za minimální cenu. Když se to dozví, je Berwitz raněn mrtvicí. Přežije, avšak již se nemůže pohybovat ani mluvit. Anežka s Berwitzem a Malinou odjíždějí. Až nyní se stanou Vašek a Helena majiteli cirkusu, avšak na jeho záchranu je pozdě. 
Kranz předpokládá, že cirkus Humberto zkrachuje, Vaškovi i Heleně nabízí angažmá, avšak nemůže zaměstnat i ostatní. S tím Vašek a Helena jeho nabídku odmítají. Cirkus Humberto je uzavřen. 
Vašek a Helena odjíždí do Prahy a pronajímají varietní divadlo, které alespoň částečně na cirkus navazuje. Helena jako krasojezdkyně ale nemá uplatnění a nakonec odchází, nechá se angažovat u Kranze. Zpráva o ní přichází, až když se těžce zraní a krátce na to Helena umírá. Paolo a Vašek se naposled setkají, když Paolo se svou dívčí taneční skupinou mají vystupovat ve varieté. Paolo se však spíš jeví jako kuplíř, Vašek jeho angažmá odmítá, avšak dává mu plnou gáži. Paolo uráží Helenu a Vašek jej vyhazuje.
Petr je nyní již dospělý a studuje matematiku. Později si bere za ženu Emilku Kostečkovou (Kateřina Macháčková), dceru obchodníka s oděvy. Mají dceru Ludmilu, která brzy projeví taneční nadání a později se věnuje baletu. 
Vašek ukončuje nájemní smlouvu ve varietním divadle, avšak odmítá nabídku přitom prodat jméno Humberto jako obchodní značku. Petr, v té době už přednášející matematiku na univerzitě, nechce Ludmilu podporovat v tanci na úkor studia, a Vašek jí navrhne, aby záměrně propadla ve škole. Petr nakonec svoluje a Ludmila odjíždí na prestižní berlínskou taneční školu. Antonín Karas, který mezitím odjel z Prahy zpátky domů, odkud před 70 lety s Vaškem odešli k cirkusu, umírá. 
Vašek jede do Berlína na Ludmilino první sólové vystoupení a tam zjišťuje, že vystupuje pod jménem Ludmila Humberto. Slavné jméno je tak zachováno.

## Obsazení
| Radovan Lukavský        | vypravěč                                  |
| Martin Růžek            | principál Carlo Humberto                  |
| Claudine Coster         | Luisa Humberto (dabuje Libuše Švormová)   |
| Dagmar Veškrnová        | Antoinette, Humbertova dcera              |
| Radoslav Brzobohatý     | Bernhard Berwitz                          |
| Werner Possardt         | Petr Berwitz (dabuje Petr Štěpánek)       |
| Katja Rupé              | Anežka Berwitzová (dabuje Jana Preissová) |
| Pavla Mixtajová         | malá Helenka (dabuje Tereza Chudobová)    |
| Kathy Kriegel           | Helena Karasová (dabuje Jorga Kotrbová)   |
| Patrick Préjean         | krotitel Gambier (dabuje Jiří Krampol)    |
| Jiřina Bohdalová        | pokladní Hammerschmiedová                 |
| Jaromír Hanzlík         | Václav Karas                              |
| Pavel Mang              | Vašek Karas jako dítě                     |
| Petr Haničinec          | Karas otec                                |
| Oldřich Vízner          | Petr Karas                                |
| Kateřina Macháčková     | Emilka Kostečková (Karasová)              |
| Jana Janatová           | Ludmila Karasová                          |
| Barbora Kohoutková      | Ludmila Karasová (školní věk)             |
| Tereza Vokurková        | Lili Karasová jako dítě                   |
| Martin Stropnický       | mladý Vendelín Malina                     |
| Josef Kemr              | Vendelín Malina                           |
| Josef Dvořák            | Vosátko                                   |
| Jiří Bartoška           | Bureš                                     |
| Václav Postránecký      | Kerholec                                  |
| Jana Paulová            | Kerholcová                                |
| Amarnath Chatterjee     | Arr Šehír (dabuje Eduard Cupák)           |
| Josef Somr              | kapelník Selnický                         |
| František Němec         | Franz                                     |
| Dietrich Adam           | mladý Hans (dabuje Jan Schánilec)         |
| Kurt Conradi            | Hans (dabuje Jan Schánilec)               |
| Lubomír Lipský          | hostinský Moesecke                        |
| Wolfgang Bathke         | Kranz (dabuje Vladimír Brabec)            |
| Jörg von Liebenfels     | Wolschläger (dabuje Jiří Adamíra)         |
| Hussain Ahmed Hussain   | Ahmed Romeo                               |
| Hana Gregorová          | Romeova žena                              |
| Lumír Banad             | malý Paolo (dabuje Martin Šotola)         |
| Josef Laufer            | Paolo Romeo                               |
| Josef Větrovec          | Breburda starší                           |
| Rudolf Hrušínský mladší | Breburda mladší                           |
| Hana Brejchová          | Moesecková                                |
| Jana Hlaváčová          | bytná Langermannová                       |
| Klára Lidová            | malá Růženka Langermannová                |
| Libuše Šafránková       | Růženka Langermannová                     |
| Josef Abrhám            | baron Schönstein zvaný Gaudeamus          |
| Petr Nárožný            | Kostečka                                  |
| Iva Janžurová           | Kostečková                                |
| Franta Kocourek         | smějící se muž                            |

## Zajímavosti
- K ústřední melodii Karla Svobody napsal Karel Šíp text a píseň Krev toulavá nazpíval Karel Gott.
- V seriálu účinkovalo 162 herců, 6830 komparsistů, 422 hudebníků, 600 koní a samozřejmě několik desítek artistů a drezérů.
- Seriál měl původně režírovat Oldřich Lipský který spolupracoval na scénáři, jenže se začátku natáčení nedožil.
- Pražský byt Václava Karase (Jaromír Hanzlík) se nachází kousek od stanice metra Florenc.
- Po smrti Vaškovy (Jaromír Hanzlík) manželky Heleny (Kathy Kriegel) má seriál již čistě české herecké obsazení.

## Seznam dílů
1. Návrat
2. Nabídka k sňatku
3. Carlo se loučí
4. Nový domov
5. Maringotka číslo osm
6. Natrvalo
7. Konkurence
8. Láska
9. Rozhodnutí
10. Varieté
11. Útěk
12. Slavné jméno

Při televizní premiéře na přelomu let 1988–1989 byl vysílán ještě 29minutový díl s názvem „Jak se točí Humberto“ (režie Jana Michajlová, premiéra 26. prosince 1988 – po odvysílání 4. dílu). Při dalších reprízách nebyl už nikdy vysílán, je však obsažen jako bonus na DVD s restaurovaným seriálem. Jde o dokument o natáčení seriálu, s ukázkami natáčení některých záběrů, rozhovory a ukázkou práce filmových maskérů při změně věku hlavního představitele.